# 茹瓦约斯河
茹瓦约斯河（法語：Joyeuse，法語發音：[ʒwajøz] ⓘ）是法国新阿基坦大区大西洋比利牛斯省的河流，是比杜茲河的左支流，长26.8千米，发源自伊奥尔迪，于阿芒德什-奥内什流入比杜兹河。